# 22020 Joshuahandal
22020 Joshuahandal è un asteroide della fascia principale esterna. Scoperto nel 1999, presenta un'orbita caratterizzata da un semiasse maggiore pari a 3,185522 UA e da un'eccentricità di 0,127746, inclinata di 2,494816° rispetto all'eclittica. Ha un diametro di 10,789 km e un'albedo di 0,066.
Fa parte della famiglia di asteroidi Temi.